# ألف التأنيث الممدودة
ألف التأنيث الممدودة هي الهمزة الواقعة في نهاية الاسم المعرب، مسبوقة بـ (ألف)، لتدل على تأنيثه، وهي سماعية، نحو: (صحراء) و (سوداء). وتسمى أيضا: همزة التأنيث.
والأسماء المختومة بألف التأنيث ممنوعة من الصرف، وأوزانها :
- أفعلاء، نحو: (أربعاء) (اليوم الرابع من الأسبوع).
- أفعلاء، نحو: (أربعاء) (اليوم الرابع من الأسبوع).
- أفعلاء، نحو: (أربعاء) (اليوم الرابع من الأسبوع).
- فعلاء، نحو: (حمراء) و (صفراء) و (هطلاء).
- فاعلاء، نحو: (نافقاء) (اسم لجحر اليربوع).
- فاعولاء، نحو: (تاسوعاء) (التاسع من محرم) و (عاشوراء) (العاشر من محرم).
- فعالاء، نحو: (براكاء) (اسم لمعظم الشيء).
- فعالاء، نحو: (قصاصاء) (اسم للقصاص).
- فعلاء، نحو: (جنفاء) (اسم موضع).
- فعلاء، نحو: (نفساء) و (خيلاء).
- فعلاء، نحو: سيراء) (اسم لثوب مخطط).
- فعللاء، نحو: (عقرباء) (أنثى العقرب).
- فعللاء، نحو: (قرفصاء).
- فعلياء، نحو: (كبرياء).
- فعولاء، نحو: جلولاء) (اسم بلد بالعراق).
- فعيلاء، نحو: (قريثاء) (نوع من التمر).
- مفعولاء، نحو: (مشيوخاء) (جمع شيخ).
- فنعلاء، نحو: (خنفساء) (اسم حيوان).
- فيعلاء، نحو: (ديكساء) (القطعة العظيمة من الغنم).
- يفاعلاء، نحو: (ينابعاء) (اسم موضع).
- تفعلاء، نحو: (تركضاء) (مشي المتبختر).
- فعنلاء، نحو: (برنساء).
- مفعلاء، نحو: (مرعزاء) (الزغب الذي تحت شعر العنز).
- فعيلياء، نحو: (مزيقياء) (لقب عمرو بن عامر ملك اليمن).
- فعلاء، نحو: (سلحفاء).
- فوعلاء، نحو: (حوصلاء) (الحوصلة).
- فعللاء، نحو: (هندباء) (اسم بقلة).
- إفعيلاء، نحو: (إهجيراء) (العادة والدأب).
- فعللاء، نحو: (زكرياء) (اسم علم).
- فعاللاء، نحو: (جخادباء) (نوع من الجنادب).